# France Veber
France Veber [francé véber], slovenski filozof, * 20. september 1890, Gornja Radgona, † 3. maj 1975, Ljubljana.

## Življenje
Veber je v rojstni Gornji Radgoni obiskoval osnovno šolo. Gimnazijo in tri leta študija bogoslovja je končal v Mariboru. V letih 1912 – 1917 je v Gradcu študiral filozofijo in sicer pri znanem avstrijskem filozofu in enem izmed začetnikov eksperimentalne psihologije Alexiusu von Meinongu (1853–1920), kjer je zaključil študij z disertacijo, ki je bila nagrajena. Študiral je tudi klasično filologijo. Bil je prvi profesor za filozofijo na novoustanovljeni Filozofski fakulteti Univerze v Ljubljani. Ob ustanovitvi leta 1919 je sprejel mesto privatnega docenta, bil leto kasneje izvoljen za docenta, v letih 1923 in 1929 pa sta sledili še imenovanji za izrednega oz. rednega profesorja filozofije. Njegovo delo je imelo med obema vojnama močan vpliv tudi na širši krog slovenskih izobražencev. Tako je bilo vse do leta 1945, ko so Vebra prisilno upokojili, izključili z Univerze in Slovenske akademije znanosti in umetnosti, katere dopisni član je bil od 1940 ter mu prepovedali objavljanje. Umrl je v Ljubljani 3. maja 1975. 
Leta 1937 je v Parizu prejel Medaljo Renéja Descartesa, leta 1939 je bil nagrajen z redom svetega Save. Leta 1970 mu je graška univerza podelila zlati doktorat. Obveljal je za najpomembnejšega slovenskega filozofa 20. stoletja. Meinong mu je zapustil svojo knjižnico, ki jo hrani Oddelek za filozofijo Filozofske fakultete v Ljubljani.

## Izbrana bibliografija
Knjige:
- Uvod v filozofijo (1921)
- Sistem filozofije (1921)
- Znanost in vera (1923)
- Etika (1923)
- Problemi sodobne filozofije (1923)
- Analitična psihologija (1924)
- Očrt psihologije (1924)
- Estetika (1925)
- Idejni temelji slovanskega agrarizma (1927)
- Filozofija - Načelni nauk o človeku in njegovem mestu v stvarstvu (1930)
- Sveti Avguštin (1931)
- Knjiga o Bogu (1934)
- Nacionalizem in krščanstvo (1938)
- Vprašanje stvarnosti (1939)
- Zadružna misel. Izbor člankov in razprav (1979)
- Moja filozofska pot (v rokopisu)